# Sagittarius B2
Sagittarius B2 (Sgr B2) è una nube molecolare gigante di gas e polveri situata circa 120 parsec (390 anni luce) dal centro della Via Lattea; questo complesso è anche la nube molecolare più grande conosciuta nelle vicinanze del centro galattico, nonché una delle più estese della nostra Galassia, occupando una regione di 45 parsec (150 anni luce) di diametro. La massa totale di Sgr B2 è 3 milioni di volte superiore alla massa del Sole; la principale densità dell'idrogeno della nube è di 3000 atomi per cm³, ossia 20 – 40 volte superiore della normale densità di una tipica nube molecolare.
La struttura interna di questa nube è complessa, con densità e temperature variabili; la nube è divisa in tre nuclei principali, indicati come nord (N), centrale o principale (M) e sud (S), perciò Sgr B2(N) sta a indicare, ad esempio, il nucleo settentrionale. Sgr B2(M) e Sgr B2(S) sono siti in cui è vigorosa la formazione stellare; le prime dieci regioni H II scoperte al loro interno sono catalogate con le lettere da A a J. Tutte queste regioni H II si trovano in Sgr B2(M) ad eccezione della K, che si trova invece in Sgr B2(N) e la H, in Sgr B2(S). Il nucleo della nube, dello spessore di 5 parsec, è una regione di formazione stellare che emette circa 10 milioni di volte la luminosità del Sole.
Le temperature nella nube variano dai 300 K (27 °C) delle dense regioni di formazione stellare ai 40 K (-233 °C) dell'involucro esterno. Poiché la temperatura media e la pressione di Sgr B2 è bassa, la velocità delle reazioni chimiche basate sull'interazione diretta degli atomi è estremamente bassa; tuttavia, il complesso Sgr B2 contiene delle aree dense di polveri fredde formate da nuclei di silicio circondati da un mantello di acqua sotto forma di ghiaccio e vari composti del carbonio. La superficie di questi granuli densi permette alle reazioni chimiche di avvenire tramite l'accrescimento di molecole che possono quindi interagire con i composti circostanti; i composti risultanti poi evaporano dalla superficie ed entrano nella nube molecolare.
Le componenti molecolari di questa nube possono essere facilmente osservate alla lunghezza d'onda di 10²–10³ μm. Circa la metà delle molecole interstellari conosciute sono state trovate per la prima volta proprio nei pressi di Sgr B2 e quasi tutte le rimanenti già note sono state comunque rinvenute in questa struttura.
L'osservatorio a raggi gamma INTEGRAL dell'ESA ha osservato interazioni di raggi gamma in Sgr B2, responsabili delle emissioni di raggi X osservate nella nube molecolare; questa energia è stata emessa circa 350 anni prima dal buco nero supermassiccio posto al centro della Via Lattea. L'energia totale emessa è invece stimata essere decine di milioni di volte superiore a quella di entrata nel buco nero supermassiccio stesso.